# 菊池謙一
菊池 謙一（きくち けんいち、1912年11月10日 - 1970年2月12日）は、日本の農村運動家、日本共産党員。

## 経歴
和歌山市出身。1938年東京帝国大学文学部西洋史科卒業。都新聞記者から世界経済調査会米国経済研究所に転じた。戦争で長野県に疎開。戦後、長野県で日本共産党に入党し、農村運動に従事する。ソ連のヤロビ農法を広め、日本ミチューリン会創設に尽力。その影響は全国に及び26年、ミチューリン会誕生時には約3000人の会員がいた。

## 著書
- 『新しき青年のために』山川書店 1948
- 『アメリカ史研究 第1 (アメリカの黒人奴隷制度と南北戦争)』未来社 1954
- 『アメリカ史研究 第2 (アメリカにおける前資本制遺制-南部のプランテイション制度)』未来社 1955
- 『夜明けの記録 日本ミチューリン運動』理論社 1955
- 『写真でみるヤロビ入門 作物別のやり方と標本写真集』理論社 1956
- 『アメリカ合衆国の歴史 上巻』青木書店 1957
- 『アメリカ黒人のたたかい』未来社 1965

### 共編著
- 『アングロサクソン民族』間崎万里,藤原守胤共著 六盟館 民族叢書　1943
- 『日本農民のヤロビ農法 ミチューリン主義農業技術の実地手引』編 蒼樹社 1953
- 『緑の教室』菊池幸子共編 理論社 1954

## 論文
- <菊池謙一